# Круговая плоскость
Круговая плоскость (также расширенная плоскость, плоскость Мёбиуса и инверсная плоскость) — плоскость описываемая системой аксиом идентичности, в которой основную роль играют точки и так называемые обобщённые окружности.
Примером круговой плоскости является евклидова плоскость дополненная одной идеальной точкой ({\displaystyle \infty }).
Обобщёнными окружностями являются обычные окружности, а также обычные прямые, дополненные точкой {\displaystyle \infty }, отношение инцидентности — отношение принадлежности.

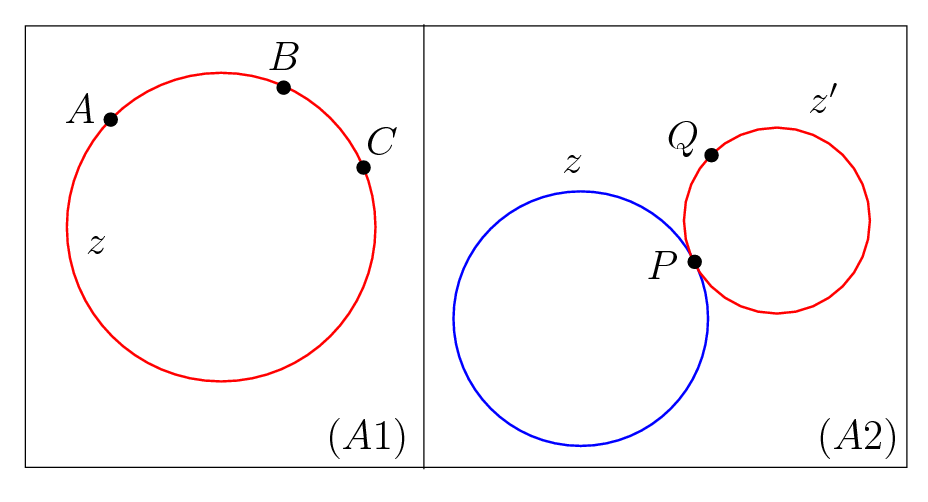
Круговая плоскость: аксиомы (A1), (A2)

## Определение
Круговая плоскость это структура инцидентности {\displaystyle {\mathfrak {M}}=(P,Z,\in )},
где {\displaystyle P} — множество точек, {\displaystyle Z} — множество обобщённых окружностей и 
{\displaystyle \in } — симметричное отношение инцидентности между {\displaystyle P} и {\displaystyle Z}, удовлетворяющая следующим аксиомам:
A1: Для любых трех точек {\displaystyle A,B,C} существует ровно одна обобщёная окружность {\displaystyle z}, которая инцидентна {\displaystyle A,B,C}.
A2: Для любой обобщёной окружности {\displaystyle z}, любых точек {\displaystyle P\in z} и {\displaystyle Q\notin z} существует ровно одна обобщёная окружность {\displaystyle z'}, такая, что: {\displaystyle P,Q\in z} и {\displaystyle z\cap z'=\{P\}} (то есть, {\displaystyle z} и {\displaystyle z'} касаются друг друга в точке {\displaystyle P}).
А3: Любая обобщёная окружность инцидентна по крайней мере трём точкам. Существует по меньшей мере четыре различные точки, не инцидентные одной окружности.